# Bahnhof Biessenhofen
Der Bahnhof Biessenhofen ist der Bahnhof der bayerischen Gemeinde Biessenhofen. Dies ist ein Trennungsbahnhof, an dem die Nebenbahn Biessenhofen–Marktoberdorf von der Bahnstrecke Buchloe–Lindau abzweigt. Das mit der Eröffnung des Bahnhofes 1852 errichtete Empfangsgebäude steht heute unter Denkmalschutz.

## Lage

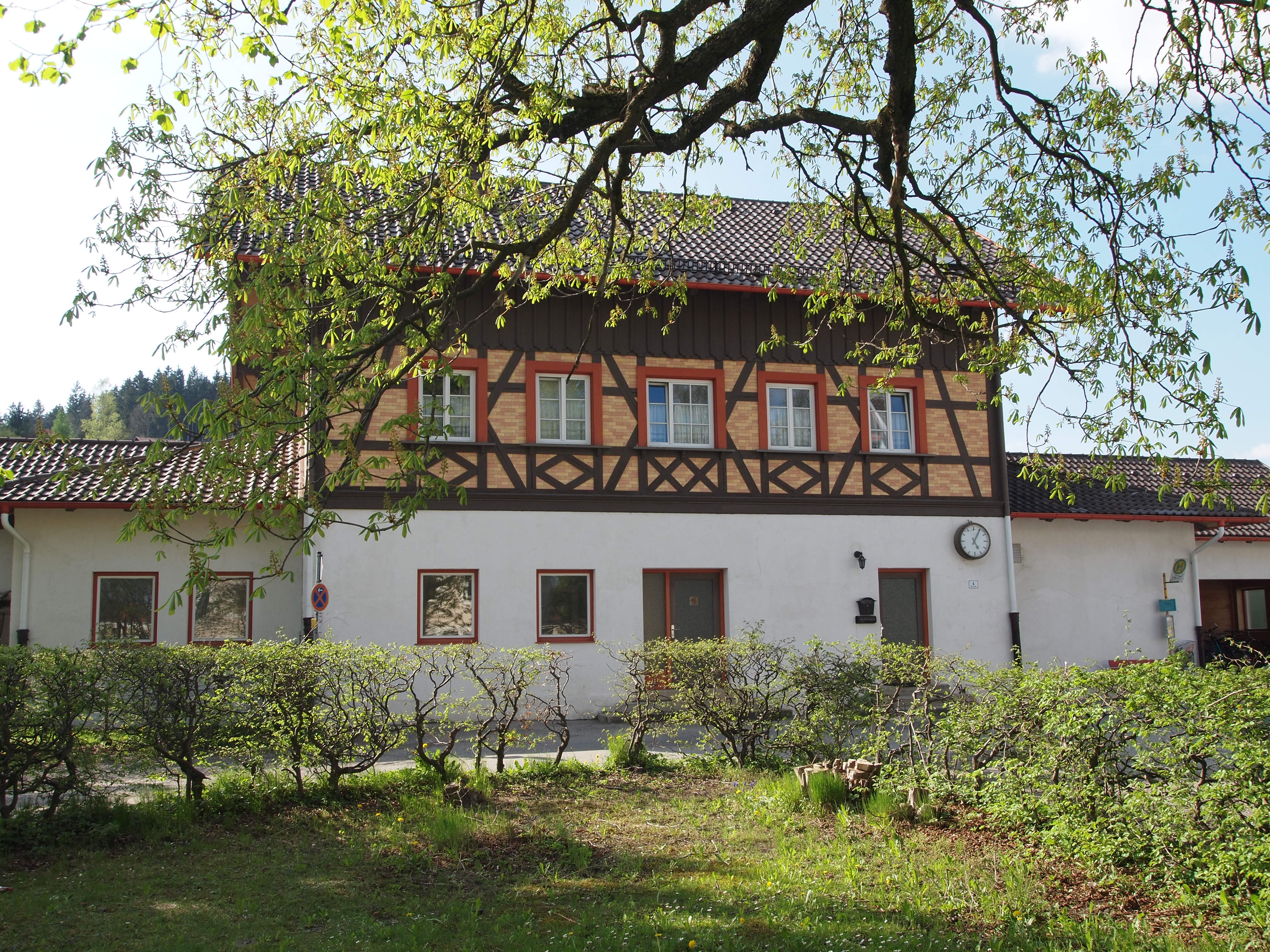
Empfangsgebäude vom Bahnhofsvorplatz (2012)

Der Bahnhof Biessenhofen liegt im gleichnamigen Ortsteil der Gemeinde Biessenhofen. Der Bahnhof liegt zwischen dem Siedlungsgebiet östlich der Allgäubahn, das nördlich des Bahnhofes liegt und dem Siedlungsgebiet westlich der Allgäubahn, das südlich des Bahnhofes liegt. Im Osten wird der Bahnhof vom Eisenbahnweg, der parallel zur Allgäubahn verläuft, begrenzt. Im Westen der Bahnhofsanlagen befindet sich an der Poststraße das Empfangsgebäude. Die Poststraße mündet nördlich in die Füssener Straße (Bundesstraße 16) und südlich in die Ebenhofener Straße.
Neben dem Bahnhof Biessenhofen gibt es in der Gemeinde noch den Haltepunkt Ebenhofen an der Bahnstrecke Biessenhofen–Marktoberdorf. 

## Geschichte
Der Bahnhof wurde am 1. Mai 1852 mit der Eröffnung des Streckenabschnittes von Kaufbeuren nach Kempten der Ludwig-Süd-Nord-Bahn in Betrieb genommen. Das Bahnhofsgebäude wurde vom Architekten Eduard Rüber entworfen. Der Bahnhof wurde zur Umsteigestation von König Ludwig II., der im Bahnhof zur Weiterfahrt nach Schloss Hohenschwangau pausierte. Für den König wurde ein eigener Warteraum, der sogenannte Blaue Salon, errichtet. Für weitere „Allerhöchste Herrschaften“ gab es ein eigenes Kabinett. Für die Fahrgäste wurde der Bahnhof mit einer Fahrkartenverkaufsstelle und mit einer Bahnhofsrestauration ausgestattet. Für das Personal war eine Wärterstube vorhanden. Am Güterschuppen wurden meist landwirtschaftliche Produkte verladen. 1876 wurde der Bahnhof zum Trennungsbahnhof, als die Strecke von Biessenhofen nach Marktoberdorf eröffnet wurde. Seit 1969 wird der Betrieb von einem Spurplandrucktastenstellwerk der Bauart Lorenz Sp Dr L30 gesteuert.

## Infrastruktur

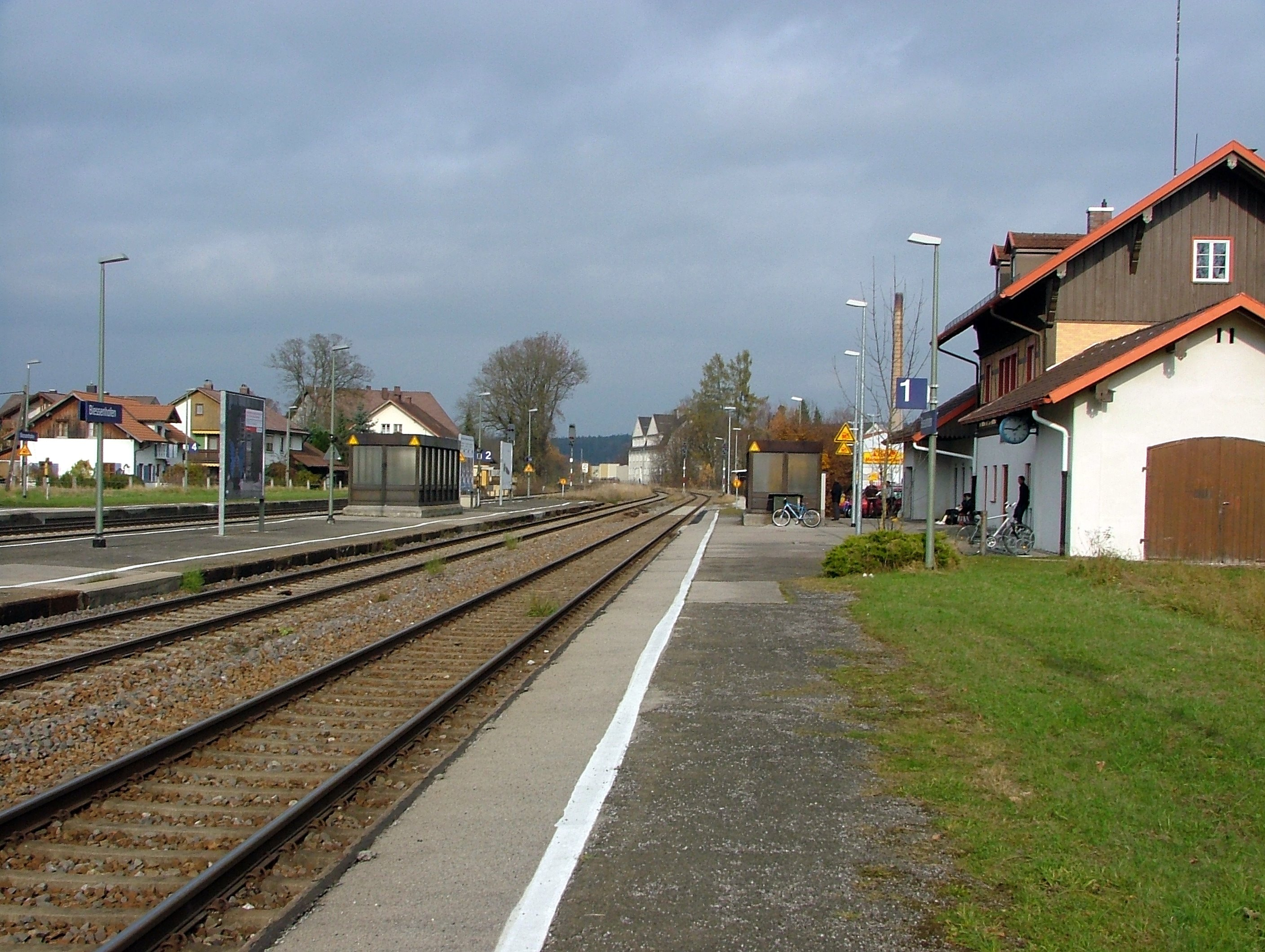
Bahnsteige (2009)

Der Bahnhof besitzt vier Bahnsteiggleise an drei Bahnsteigen, diese sind über eine Fußgängerunterführung mit dem Hausbahnsteig verbunden. Das Gleis 1 liegt am Hausbahnsteig am Bahnhofsgebäude. Die Gleise 2 und 3 liegen an einem Mittelbahnsteig, das Gleis 4 an einem Außenbahnsteig gegenüber dem Bahnhofsgebäude.

### Bahnsteigdaten
- Gleis 1: Höhe 20 Zentimeter, Länge 138,5 Meter
- Gleis 2: Höhe 20 Zentimeter, Länge 165 Meter
- Gleis 3: Höhe 16 Zentimeter, Länge 210 Meter
- Gleis 4: Höhe 32 Zentimeter, Länge 210 Meter[5]

## Personenverkehr
In den Tagesrandzeiten halten einzelne Züge von München und Augsburg nach Lindau und Oberstdorf in Biessenhofen. Stündlich halten Züge von Kempten (Allgäu) Hbf nach Buchloe der Linie RE 79 in Biessenhofen. Auf der Nebenbahn wird der Bahnhof durch die Bayerische Regiobahn (BRB) bedient. Bis Dezember 2021 mit den jeweils zweistündlich verkehrenden Linien von München und Augsburg nach Füssen, die zusammen einen Stundentakt herstellten. Seit Dezember 2021 fährt die Linie Augsburg-Füssen im Stundentakt und die Linie München-Füssen mit 3 Zugpaaren täglich. Der "Neuschwanstein-Express", welcher nur an Wochenenden und gesetzlichen Feiertagen in Bayern verkehrt, durchfährt den Bahnhof ohne Zwischenhalt. In der Hauptverkehrszeit fahren zusätzliche Verstärkerzüge von Kaufbeuren über Biessenhofen nach Marktoberdorf.
| Linie         | Verlauf | Frequenz                       |
| ------------- | --- | ------------------------------ |
| RE 7 / RE 17  | Augsburg – Buchloe – Kaufbeuren – Biessenhofen – Kempten (Allgäu) – Immenstadt – Lindau-Insel – Lindau-Reutin / – Oberstdorf | einzelne Züge in Tagesrandlage |
| RE 70 / RE 76 | München – Kaufering – Buchloe – Kaufbeuren – Biessenhofen – Kempten (Allgäu) – Immenstadt – Lindau-Insel / Oberstdorf        | einzelne Züge in Tagesrandlage |
| RE 79         | (Augsburg – Bobingen –) Buchloe – Kaufbeuren – Biessenhofen – Kempten (Allgäu)                                               | stündlich                      |
| RB 68         | München – Kaufering – Buchloe – Kaufbeuren – Biessenhofen – Marktoberdorf – Füssen                                           | drei Zugpaare täglich          |
| RB 77         | Augsburg – Bobingen – Buchloe – Kaufbeuren – Biessenhofen – Marktoberdorf – Füssen                                           | stündlich                      |